# Levitated Mass (film)
Pour les articles homonymes, voir Levitated Mass.
Pour plus de détails, voir Fiche technique et Distribution.
Levitated Mass (Levitated Mass: The Story of Michael Heizer's Monolithic Sculpture) est un film documentaire américain réalisé par Doug Pray et sorti en 2013.

## Synopsis
Le film se concentre sur le transport de l'œuvre-rocher Levitated Mass de Riverside à Los Angeles, tout en examinant le travail de l'artiste américain Michael Heizer, créateur de l'œuvre.
Le film entrelace la biographie de cet artiste influent dans l'histoire de l'art et les rêves d'un grand musée.

## Fiche technique
- Titre : Levitated Mass
- Titre complet : Levitated Mass: The Story of Michael Heizer's Monolithic Sculpture
- Réalisation : Doug Pray
- Scénario :
- Photographie : Chris Chomyn
- Montage : Doug Pray
- Musique : Akron/Family
- Pays de production : États-Unis
- Langue originale : anglais
- Format : couleur
- Genre : documentaire
- Durée : 88 minutes
- Date de sortie :
  - États-Unis : 20 juin 2013 (Festival du film de Los Angeles)

## Distribution
- Michael Heizer :
- Mark Albrecht :
- Rick Albrecht :
- Kathleen Anderson :
- John Bowsher :
- Marie Chong Castillo :
- Bill Courting :
- Tim Cunningham :